# Victoria (Terre-Neuve-et-Labrador)
Pour les articles homonymes, voir Victoria.
Victoria est une municipalité canadienne située sur l'île de Terre-Neuve dans la province de Terre-Neuve-et-Labrador.